# La Dixième Symphonie
La Dixième Symphonie er en fransk stumfilm fra 1918 af Abel Gance.

## Medvirkende
- Séverin-Mars - Enric Damor
- Jean Toulout - Frederic 'Fred' Ryce
- Emmy Lynn - Eve Dinant
- Ariane Hugon
- André Lefaur - Marquis de Groix St-Blaise